# 狭叶圆穗蓼
狭叶圆穗蓼（学名：Polygonum macrophyllum var. stenophyllum）为蓼科蓼属下的一个变种。